# 显脉山莓草
显脉山莓草（学名：Sibbaldia phanerophylebia）为蔷薇科山莓草属的植物，是中国的特有植物。分布在中国大陆的西藏、云南等地，生长于海拔3,500米至3,800米的地区，多生在山坡草地和岩石缝中，目前尚未由人工引种栽培。